# Economia do Utah
A economia do Utah, um estado norte-americano dos Estados Unidos é em grande parte mista. Abrange setores como turismo, mineração, agricultura, manufatura, tecnologia da informação, finanças e produção de petróleo. A região de Wasatch e Salt Lake City é que corresponde a maior do Produto interno bruto do estado.
De acordo com o Bureau of Economic Analysis, orgão econômico dos Estados Unidos, o PIB do estado em 2010 foi de 114,5 bilhões de dólares, ou quase 1% do total do PIB dos Estados Unidos, que foi de 14,55 trilhões de dólares no mesmo ano. A renda per capita pessoal era $ 37.194 ainda em 2010. As principais indústrias de Utah incluem: mineração, pecuária, produção de sal, e serviços governamentais. A economia de Utah é a 33ª maior entre os estados do país.